# In solidum-gehoudenheid
De in solidum-gehoudenheid is een vorm van aansprakelijkheid waarbij twee of meer schuldenaars gehouden zijn tot de betaling van de volledige schuld aan de schuldeiser. 
In België moet hoofdelijkheid steeds uitdrukkelijk zijn bedongen. Bij een samenloop van (vooral buitencontractuele) fouten kan zoiets echter niet op voorhand worden bedongen, aangezien de partijen elkaar nog niet kennen. In zulke situaties achtte de rechtspraak en rechtsleer het billijk dat er toch een vorm van hoofdelijkheid bestond, omdat de afwezigheid ervan het slachtoffer van de schade aanzienlijk moeilijk maakte om de schade te verhalen. Aldus werd de in solidum-gehoudenheid ontwikkeld, een soort van solidariteitsaansprakelijkheid.
Deze vorm vertoont gelijkenissen met de hoofdelijkheid, maar er zijn toch een aantal wezenlijke verschillen. Enkel de primaire en niet de secundaire gevolgen van de passieve hoofdelijkheid gelden ook voor de in solidum-gehoudenheid.